# Junko Kawamata
Pour les articles homonymes, voir Kawamata (homonymie).
Junko Kawamata (川俣 純子, Kawamata Junko), née le 20 octobre 1960 à Nasukarasuyama, est une femme politique japonaise. Sans étiquette, elle est élue à deux reprises maire de Nasukarasuyama, dans la préfecture de Tochigi, et devient la première femme maire de la préfecture en 2017.

## Jeunesse, études et carrière pré-électorale
Kawamata naît le 20 octobre 1960 à Nasukarasuyama. Fille de dentiste, elle effectue ses études de dentiste et travaille dans le cabinet de son père jusqu'en 2007. Elle devient membre du conseil municipal de la même ville en 2010, malgré l'opposition de ses parents.

## Carrière électorale
Kawamata annonce sa candidature à la mairie de Nasukarasuyama en août 2017, après que le maire actuelle, Norio Ōya (ja), ai annoncé prendre sa retraite. Soutenue par le Parti libéral-démocrate et le Kōmeitō, elle se présente néanmoins en tant qu'indépendante et axe sa campagne autour de mesures dirigées contre le déclin de la population de la ville. Elle est élue à l'issue de ce scrutin, et devient la première femme maire de la préfecture de Tochigi.
Elle est réélue en 2021, sans opposition.

## Prises de position
Kawamata est très impliquée dans les différentes politiques de revitalisation régionale de la préfecture, ainsi que dans les mesures luttant contre le déclin de la population,. Elle est également favorable à l'utilisation d'une énergie décarbonée comme principale source d'énergie dans le mix énergétique japonais.